# Seriff (Miskolc)
A seriff Miskolcon az önkormányzati rendészet modernkori képviselője. A seriffek a város közbiztonságának és rendjének fenntartásáért tevékenykednek. Bár nevük a westernkultúrából merít, feladataik szigorúan a helyi jogszabályok keretei között valósulnak meg. A miskolci seriffek rendszerét 2024. november 22-én vezették be, Tóth-Szántai József polgármester vezetése alatt.

## Az önkormányzati rendészet: helyi szintű rendvédelem
Az önkormányzati rendészet az adott település közbiztonságának fenntartására létrehozott szervezet, amely a közterületek rendjét, az önkormányzat vagyonát védi, és közvetlen kapcsolatot tart a helyi közösséggel. Az önkormányzati rendészek feladatai közé tartozik például a közterületi szabálysértések kezelése és a közrend fenntartása.
Az önkormányzati rendészek hatásköre eltér a polgárőrségtől. Míg a polgárőrök önkéntes alapon működő civil szervezetként segítik a rendvédelmi szerveket, az önkormányzati rendészek hivatalos jogkörrel rendelkeznek.

## A miskolci seriffek szerepe és tevékenysége
A miskolci seriffek hivatalosan a Miskolci Önkormányzati Rendészet munkatársai, akik közbiztonsági és rendészeti feladatokat látnak el a város területén. Tevékenységük célja a város nyugalmának biztosítása, a közösség életminőségének javítása, valamint a helyi közösségi normák betartatása.
A seriffek két kiemelt területen tevékenykednek:
- Járatseriffek: a helyi közösségi közlekedési eszközökön (buszokon, villamosokon) biztosítják a rendet és a biztonságot.
- Lakótelepi rendfenntartók: a város különböző lakóövezeteiben járőröznek, ahol a helyi lakosság leginkább igényli a rendőri jelenlétet.

## Jogkörök és eszközhasználat
A seriffek jogkörei a hatályos jogszabályok által szigorúan meghatározottak. Ezek közé tartoznak a következők:
- Igazoltatás: személyazonosság megállapítása céljából.
- Ruházat- és csomagátvizsgálás: potenciálisan veszélyes tárgyak vagy bizonyítékok felderítése érdekében.
- Testi kényszer alkalmazása: szükségességi és arányossági elvek mentén.
- Bilincselés: ideiglenes visszatartás céljából, a rendőrök kiérkezéséig.
- Helyszíni bírság kiszabása: a közterületi szabályok megsértése esetén.
- Eszközhasználat: kézi eszközök, például gumibot, gázspray és bilincs használata.

Lőfegyver alkalmazására nincs jogkörük.